# Augustus E. Willson
Augustus Everett Willson (Maysville, 13 de outubro de 1846 — Louisville, 24 de agosto de 1931) foi um advogado e político dos Estados Unidos, o 36º governador de Kentucky. Willson ficou órfão aos doze anos de idade, então foi morar com parentes em Nova Inglaterra. Esta mudança propiciou o contato com mestres literários como Ralph Waldo Emerson, Henry Wadsworth Longfellow, Oliver Wendell Holmes, e James Russell Lowell, que eram sócios de seu irmão mais velho, o poeta Forceythe Willson. Ele também teve a oportunidade de frequentar a Universidade Harvard, onde obteve bacharelado em artes em 1869 e mestrado na mesma disciplina em 1872. Após os estudos ele ingressou no escritório de advocacia de John Marshall Harlan, um dos futuros Juízes da Suprema Corte dos Estados Unidos. Willson e Harlan se tornaram amigos ao longo da vida, assim a associação de Willson com Harlan aprofundou seu apreço ao Partido Republicano.
Membro do Partido Republicano em um estado predominante pelo Partido Democrata, Willson sofreu várias derrotas para cargos públicos, mas foi eleito governador do Kentucky, em sua segunda tentativa. Devido à sua manipulação nas guerras do Black Patch Tobacco (disputada de cartéis do tabaco) e o indulto governamental (perdão) de várias pessoas envolvidas no assassinato do governador democrata William Goebel, Willson atraiu a ira da Assembleia Geral controlada por democratas. Como resultado, poucas de suas propostas de reforma foram consideradas pelo legislativo. Seu mandato terminou em 1911, e em 1914, fez uma tentativa mal sucedida para uma vaga no Senado dos Estados Unidos. Após esta derrota, Willson retirou-se para Louisville, onde morreu em 1931.

## Início da vida
Augustus Willson nasceu em 13 de outubro de 1846 em Maysville (Kentucky) o segundo filho de Hiram e Ann Colvin (nascida Ennis) Willson. Um ano após seu nascimento, seu pai mudou-se com a família para Covington. Em 1852, a família mudou-se novamente, desta vez para New Albany (Indiana). Em 1856, a mãe de Willson morreu. Três anos depois, seu pai também morreu, deixando-o órfão aos doze anos. Ele e sua irmã foram morar com sua avó em Nova Iorque, no Condado de Allegany. Willson, em seguida, mudou-se para Cambridge, Massachusetts, para viver com seu irmão Forceythe, um poeta com certo renome. Lá, ele manteve contato com escritores como Ralph Waldo Emerson, Henry Wadsworth Longfellow, Oliver Wendell Holmes e James Russell Lowell.
Willson frequentou um curso preparatório na Alfred Academy em Nova Iorque. Mais tarde, matriculou-se durante um ano em uma escola preparatória em Cambridge, e depois ingressou na Universidade Harvard em 1865. Forceythe adoeceu gravamente quando Augustus estava no segundo ano, então teve de fazer uma breve interrupção de seus estudos para cuidar do irmão. Após a morte do Forceythe, Augustus retomou seus estudos e recebeu um diploma de bacharel em artes em 1869.
Após a formatura, Willson estudou na Harvard Law School, recebendo o grau de Masters of Arts em 1872. Também estudou no escritório de advocacia de Lothrop, Bishop e Lincoln em Boston. Retornou a New Albany em 1870, onde viveu com o congressista Michael C. Kerr da Indiana e foi admitido para exercer a função de advogado. Em 1874, Kerr escreveu uma carta de recomendação para Willson quando ele apresentou-se para uma posição no escritório de advocacia de John Marshall Harlan em Louisville. Harlan descreveu Willson como "um dos jovens companheiros mais brilhantes que eu conheci". Os dois se tornaram amigos ao longo da vida, e a associação de Willson com Harlan aumentou o seu apoio ao Partido Republicano. Willson tornou-se um sócio minoritário no escritório de Harlan, continuando lá até à nomeação de Harlan como membro do Suprema Corte dos Estados Unidos em 1877.

## Carreira política
A carreira política de Willson começou quando foi nomeado secretário-chefe do Departamento do Tesouro dos Estados Unidos, sob Benjamin Bristow. Exerceu esta função de dezembro de 1875 até agosto de 1876, demitindo-se para continuar sua prática jurídica em Louisville. Em 23 de julho de 1877, Willson casou-se com Mary Elizabeth Ekin.[a] O único filho do casal morreu na infância.
Membro do Partido Republicano em um estado predominante pelo Partido Democrata, Willson sofreu várias derrotas em suas tentativas para cargos públicos. Em 1879 a perda em uma eleição para uma vaga no Senado de Kentucky marcou a primeira de uma sequência de derrotas políticas. Ele não obteve êxito em tentativas para representar o 5º distrito do Kentucky na Câmara dos Representantes dos Estados Unidos em 1884, 1886, 1888 e 1892. Foi um dos delegados — político que neste caso ajuda a escolher o candidato republicano para as eleições presidenciais — na Convenção Nacional Republicana em 1884, 1888, 1892, 1904, 1908 e 1916. Em 1897, foi membro de um comitê executivo numa conferência monetária nacional em Indianápolis (Indiana), onde ele defendia a posição de "sound money" (moeda forte, estável).
Em 1903 Willson tentou ser candidato do Partido Republicano na eleição para governador. Ele tinha o apoio de William O'Connell Bradley, que em 1895, tornou-se o primeiro governador republicano na história do estado. Outros na Convenção favoreceram o empresário de Louisville Morris B. Belknap. Após uma decisão contrária para impugnar uma delegação convencional, Willson retirou sua candidatura. Bradley, insatisfeito com o partido que não estava unido pelo seu candidato, boicotou a Convenção. Belknap foi facilmente derrotado pelo democrata J. C. W. Beckham na eleição geral.

### Governador do Kentucky
Em 1907 Willson foi escolhido por aclamação como candidato republicano para governador. O adversário de Willson havia sido escolhido em uma Convenção dois anos antes. O governador Beckham convenceu os democratas para realizar suas primárias cedo, assim ele poderia garantir a sua nomeação do partido para as eleições do Senado de 1908, enquanto ainda estivesse no cargo de governador. Além disso, ele queria influenciar na escolha do sucessor, no caso, Samuel Wilbur Hager. Usando sua influência como governador, ele assegurou a nomeação de Hager como candidato do Partido Democrata para governador.
A questão principal da campanha foram as guerras do Black Patch Tobacco (disputa de cartéis do tabaco) em curso. Hager usufruía o estigma de ser o "candidato escolhido" do governador Beckham, que tinha ignorado a violência durante a sua administração. Por outro lado, Willson tinha representado duas vezes a American Tobacco Company, cujas práticas comerciais foram a razão para o descontentamento dos agricultores e da violência. Os democratas fizeram muita questão de o atacar e Willson pouco fez para conter as acusações que afirmavam sua insensibilidade para com os agricultores. Hager tentou apelar para ambos os lados do conflito, mas acabou perdendo o apoio de ambos. O posicionamento de Willson foi um apelo aos eleitores urbanos que queriam o fim da violência do estado, mesmo que isso significasse proteção para indústria do tabaco contra os agricultores do estado.
Nas eleições gerais, Willson recebeu 214 481 votos contra 196 428 de Hager, desconsiderando votos de candidatos de partidos menores. O forte apoio de áreas urbanas decidiu a eleição para Willson. Metade dos 18 000 votos majoritários de Willson veio da cidade de Louisville. Os republicanos também ganharam a disputa para prefeito de Louisville e Paducah. Além disso, um desacordo entre Hager e um sócio do governador Beckham fez com que o apoio deste diminuísse. Os eleitores partidários da prohibition (lei seca para o álcool), que eram fortes defensores da plataforma de Beckham pro-temperance (movimento para lei seca), também abandonaram Hager, face ao não posicionamento claro sobre a questão.
Willson foi empossado em 10 de dezembro de 1907. Quase imediatamente, ele chamou a ira da Assembleia Geral de maioria democrata pela sua intervenção nas guerras Black Patch Tobacco. Em contraste com a passividade de Beckham, Willson imediatamente mobilizou a milícia do Estado e declarou lei marcial em vinte condados da parte ocidental (predominantemente do Partido Democrata). Enquanto as tropas foram úteis, nunca ultrapassaram 300 milicianos, também não eram um fator importante para acabar com a violência. Hostis, os democratas na Assembleia Geral formaram um comitê investigativo que acusou Willson de ser culpado por violar a Constituição do Estado chamando a milícia sem um pedido formal de autoridades civis. Willson também enviou espiões para infiltrar na "Night Riders", uma organização de vigilantes que perpetravam muito da violência, bem como identificar quais autoridades locais davam suporte. Ele anunciou publicamente que iria perdoar quem matasse um "Night Riders". Esta decisão foi saudada por alguns jornais como um meio de dissuasão eficaz, enquanto outros criticaram-no por incentivar mais ilegalidade.
De toda a forma, as intervenções de Willson tiveram pouco a ver com o fim da violência. Em 1908, os tribunais começaram decidir as condenações contra os "Night Riders", embora muitos dos seus líderes abandonaram as convicções. Uma medida em 1909 patrocinado pelo representante do Kentucky Augustus O. Stanley removeu um imposto nacional sobre o tabaco, então em 1911, o Supremo Tribunal dos Estados Unidos decidiu e condenou a American Tobacco Company por violação das leis antitrustes. Cada um desses eventos ajudou a aumentar os preços do tabaco, mas também pacificar os agricultores violentos.
Willson ignorou mais ainda o legislativo emitindo perdões para vários indivíduos condenados por cumplicidade no assassinato do governador William Goebel em 1900. Incluídos no perdão estavam um ex-governador republicano William S. Taylor (1899–1900) e o secretário de estado de Taylor, Caleb Powers. Henry Youtsey, que foi condenado por cumplicidade no assassinato, mas optou por ser testemunha protegida em troca de absolvição, não foi perdoado, os líderes democratas reverteram o indulto de Taylor e Powers por coautoria. Semelhanças de supressão de documentação e verificação de estado no caso de Goebel também ocorreu com Abraham Lincoln, Henry Clay ou John C. Breckinridge.
A sessão da Assembleia Geral de 1908 foi apelidada de "Legislatura da Educação". A sua realização mais significativa foi a aprovação da legislação estabelecendo escolas em cada condado do estado. Isto aumentou o financiamento da recém-renomeada Universidade do Estado — State University, posteriormente Universidade do Kentucky (University of Kentucky) — e fortaleceu os atendimentos aos requerimentos da escola. Outras reformas progressistas foram aprovadas também, incluindo uma lei de trabalho infantil mais forte e uma lei que instituía um sistema de Tribunal para jovens infratores. Off-track betting (sistema de aposta em jogos) tornou-se ilegal e aborto foi definido como um crime.
Em sua mensagem bienal ao legislativo em 1910, Willson propôs um sistema uniforme de contabilidade com base na legislação recentemente aprovada no vizinho estado de Indiana. Ele também defendia uma medida que exigia a divulgação completa dos gastos de campanha. Devido a sua hostilidade para com Willson, a Assembleia pouco considerou a pauta do governador ou outra legislação necessária como reforma tributária e redistritamento. As reformas defendidas por Willson foram aprovadas, mais tarde, sob uma administração Democrata. As poucas realizações desta legislatura incluíram a eletrocussão como a forma legal de pena de morte e o estabelecimento de uma jornada de trabalho de oito horas para os funcionários públicos.
Fora do Estado, Willson gozava de maior estima. Em 1908, Universidade de Harvard o presenteou com um grau honorário de Doutor em Direito. Também em 1908, o presidente Theodore Roosevelt convocou uma reunião de governadores de estado em Washington, para discutir a conservação dos recursos naturais. Willson foi eleito para presidir esta reunião, que se tornou conhecida como a Conferência Nacional dos governadores. O encontro despertou interesse em uma reunião anual de governadores e, em 1910, Willson organizou uma segunda conferência e foi novamente eleito presidente. Embora alguns tinham defendido uma câmara de Governadores que iria propor leis uniformes, o discurso de abertura do Willson deixou claro que esta não foi a intenção da Conferência Nacional dos governadores. "Esta reunião não tem nenhuma autoridade legal", afirmou Willson. "Não é uma câmara de Governadores. É simplesmente uma conferência de Governadores".

## Últimos anos e morte
Na eleição para governador de 1911, os republicanos dividiram-se quanto se deveria celebrar ou não a administração Willson, ou mesmo, minimizá-la. Suas ações para reprimir a violência do Black Patch Tobacco e seus indultos para Taylor e Powers foram ambos impopulares para muitos eleitores. O então candidato, Edward C. O'Rear, foi indiferente a considerar a administração de Willson como melhor. Wilson foi perturbado por essa hesitação e emprestou apoio apenas modesto de O'Rear na campanha eleitoral. O ex-governador Bradley também discordou com a escolha de O'Rear e engajaou-se minimamente na campanha. O fracasso do partido em unir-se pelo seu candidato deu ao democrata James B. McCreary uma vitória fácil.
Após seu mandato como governador, Willson retornou a sua prática jurídica em Louisville. De 1910 a 1919, atuou na Harvard University Board of Overseers. Em 1914, ele foi candidato para ocupr a vaga no Senado deixada por Johnson Camden. Foi a primeira eleição para o Senado pelo estado desde a aprovação da 17ª emenda constitucional, significando que a vaga seria preenchida pelo voto popular, em vez de uma votação do legislativo. O assento tinha pertencido originalmente ao ex-governador Bradley, que morreu no cargo. O Governador McCreary nomeou Camden para preencher o prazo remanescente do mandato, mas Camden tinha concordado em não tentar a reeleição para que J. C. W. Beckham pudesse disputar a vaga. Nas eleições primárias republicanas, Willson derrotou Richard P. Ernst. Nas eleições gerais, a impopularidade da administração do governador Willson combinada com a avassaladora popularidade do presidente Democrata Woodrow Wilson, assegurou que Beckham ganhasse a vaga por mais de 32 000 votos. Esta foi a última campanha de Willson. Ele morreu em 24 de agosto de 1931 e está enterrado no Cave Hill Cemetery em Louisville.

## Ancestrais
Os ancestrais de Augustus E. Willson: